# Tessy Callado
Tessy Callado, nome artístico de Tereza Carla Watson Callado (Rio de Janeiro, 10 de abril de 1950), é uma atriz de cinema, teatro e televisão, diretora de teatro e televisão, jornalista, escritora, produtora de cinema, televisão e teatro, apresentadora de televisão, radioatriz, radialista, tradutora, roteirista e garota-propaganda brasileira.
Tessy é filha do escritor Antonio Callado com a funcionária da BBC inglesa Jean Maxine Watson.

## Biografia
Em 1964, participou da montagem de Sonho de uma Noite de Verão (Shakespeare), dirigida por Maria Clara Machado. Foi seu primeiro trabalho. Depois, no teatro Oficina, trabalharia com Gianni Ratto, Domingos de Oliveira, Antônio Pedro, Bibi Ferreira e Aderbal Freire Filho.
No cinema, foi dirigida por Hugo Carvana (Bar Esperança), Maria do Rosário Nascimento Silva (Marcados para Viver) e Nélson Pereira dos Santos (Memórias do Cárcere). Trabalhou também com diretores estrangeiros, como Stanley Donen (Feitiço do Rio, contracenando com Michael Caine e Demi Moore) e Paul Lee (The Firebeetle, um especial para a BBC).
Como escritora, é autora de Faro Felino, sobre a vida da classe alta na Zona Sul do Rio de Janeiro. Escreveu também alguns episódios da série Você Decide, da Rede Globo.

## Carreira

### No cinema
| Ano  | Título                            | Papel               |
| ---- | --------------------------------- | ------------------- |
| 1976 | Marcados para Viver               | Jojô                |
| 1978 | O Grande Desbum                   | Rita                |
| 1980 | Pequenas Taras                    | Maria               |
| 1982 | O Rei da Vela                     | João dos Divãs      |
| 1983 | Bar Esperança                     | Repórter Vera Maria |
| 1984 | Feitiço do Rio                    | Helaine             |
| 1984 | Memórias do Cárcere               |                     |
| 1985 | O Rei do Rio                      | Tereza              |
| 1989 | Primeiro de Abril, Brasil         |                     |
| 2005 | Cafuné                            | Helena              |
| 2006 | O Passageiro - Segredos de Adulto | Socialite           |
| 2009 | O Admirável Mundo de Frei         | Senhora             |
| 2021 | Callado                           | Ela mesma           |

### Na televisão
| Ano  | Título             | Personagem                 | Notas                 |
| ---- | ------------------ | -------------------------- | --------------------- |
| 2017 | Rock Story         | Hóspede do hotel           | Participação Especial |
| 2015 | Verdades Secretas  | Mirtes Guerra              |                       |
| 2014 | Gentalha           | Dona Micaela               | Episódio: "O Vampiro" |
| 2010 | Ti Ti Ti           | Cliente de Jacques Leclair |                       |
| 2008 | Zorra Total        | Kiki                       |                       |
| 1997 | Você Decide        | —                          | 2 episódios           |
| 1994 | A Viagem           | Oneida                     |                       |
| 1992 | Você Decide        | —                          | Episódio: "O Tabu"    |
| 1991 | Salomé             | Laura                      |                       |
| 1990 | Rainha da Sucata   | Hostess da inaguração      | Participação Especial |
| 1986 | Novo Amor          | Sílvia                     |                       |
| 1984 | Marquesa de Santos | Clémence Cecé              |                       |
| 1979 | Pai Herói          | Tarsila                    |                       |
| 1975 | A Moreninha        | Joaninha                   |                       |
| 1975 | Escalada           | Marieta                    |                       |
| 1972 | Selva de Pedra     | Zelinha                    |                       |
| 1969 | João Juca Jr.      | Françoise                  |                       |

## No Teatro[10]
| Ano  | Título                        | Notas                 |
| ---- | ----------------------------- | --------------------- |
| 1964 | Sonho de uma Noite de Verão   |                       |
| 1968 | Galileu Galilei               |                       |
| 1970 | O Beijo no Asfalto            |                       |
| 1970 | Don Juan                      | Assistente de Direção |
| 1971 | Utropia (Utopia dos Trópicos) |                       |
| 1974 | Pippin                        |                       |
| 1978 | Era uma Vez nos Anos 50       |                       |
| 2000 | Uma Rede Cultura para Yemanjá | Direção               |
| 2008 | Um Homem Célebre              | Assistente de Direção |
| 2011 | Tanto por Fazer               |                       |